# Walebing
Walebing is een plaats in de regio Wheatbelt in West-Australië.

## Geschiedenis
Ten tijde van de Europese kolonisatie leefden de Juat Nyungah Aborigines in de streek.
Gerald de Courcy Lefroy nam op 8 december 1846 een pastorale lease op in de streek en noemde die Walebing. In november 1850 begon hij met de bouw van een hofstede. In augustus 1851 werd de lease tot 240 km² uitgebreid en naderde de hofstede haar voltooiing. Lefroy's zoon Henry Lefroy nam de leiding van het station in de jaren 1870 over en bouwde in 1880 de hoofdhofstede. In 1892 brandde de oude hofstede af en werd herbouwd.
In 1867 werd de postroute van Perth naar Geraldton, die langs de kust liep, landinwaarts verlegd, om de kolonisten verder landinwaarts beter van dienst te zijn. Onder meer vanuit 'Walebing Station' werd post verdeeld. In 1873 werd begonnen met de bouw van de telegraaflijn van Toodyay naar Geraldton. In het 'Walebing Station' werd ook een telegraafkantoor gevestigd. In 1896 werd er een officieel post- en telegraafkantoor gebouwd en geopend. Het bleef tot 1930 een officieel, en tot 1962 een onofficieel, postkantoor.
In de jaren 1890 legde de 'Midland Railway Company' tussen Midland en Geraldton een spoorweg aan in ruil voor grond. De pastorale veestations dienden hiervoor grond af te staan. Toen de gronden in het begin van de 20e eeuw verkocht werden kwam de landbouw in de streek tot ontwikkeling. Tegen 1910 was de veeteelt grotendeels door de landbouw vervangen. Er vestigden zich Aborigines in Walebing, in 1911 uit New Norcia en in 1922 uit Moora. Ze werkten er, soms in natura betaald of zonder eigenhandig hun loon te ontvangen, als seizoensarbeiders in de veeteelt en landbouw. In 1932 werden de Aborigines na klachten van plaatselijke landeigenaars gedwongen naar 'Moore River Native Settlement' te wandelen en zich daar te vestigen.
Na de Tweede Wereldoorlog werden aan de hand van Soldier Settlement Schemes terugkerende soldaten in de streek gevestigd.

## Beschrijving
Walebing maakt deel uit van het lokale bestuursgebied (LGA) Shire of Moora. Dat is een landbouwdistrict in de regio Wheatbelt. Er bevindt zich een roadhouse in Walebing.
In 2021 telde Walebing 39 inwoners.

## Transport
Walebing ligt 169 kilometer ten noordnoordoosten van Perth, 300 kilometer ten zuidzuidoosten van Geraldton en 21 kilometer ten oosten van Moora, nabij het kruispunt van de Midlands Road en de Great Northern Highway. De IC40-busdienst van Integrity Coach Lines stopt op aanvraag aan het Walebing Roadhouse.

## Fauna en flora
Net ten oosten van Walebing ligt een Important Bird Area (IBA). De IBA strekt zich uit over twee private eigendommen. Ze werd in het leven geroepen omdat er in de periode 2003-2008 15 tot 20 nesten van de bedreigde dunsnavelraafkaketoe werden waargenomen. Daarnaast werden ook nog de westelijke langsnavelkaketoe, regentparkiet, rosse kruiper en het blauwborstelfje er aangetroffen.